# Danmark (voilier)
Le Danmark (1932) est un trois-mâts carré danois de 77 m, basé à Frederikshavn.

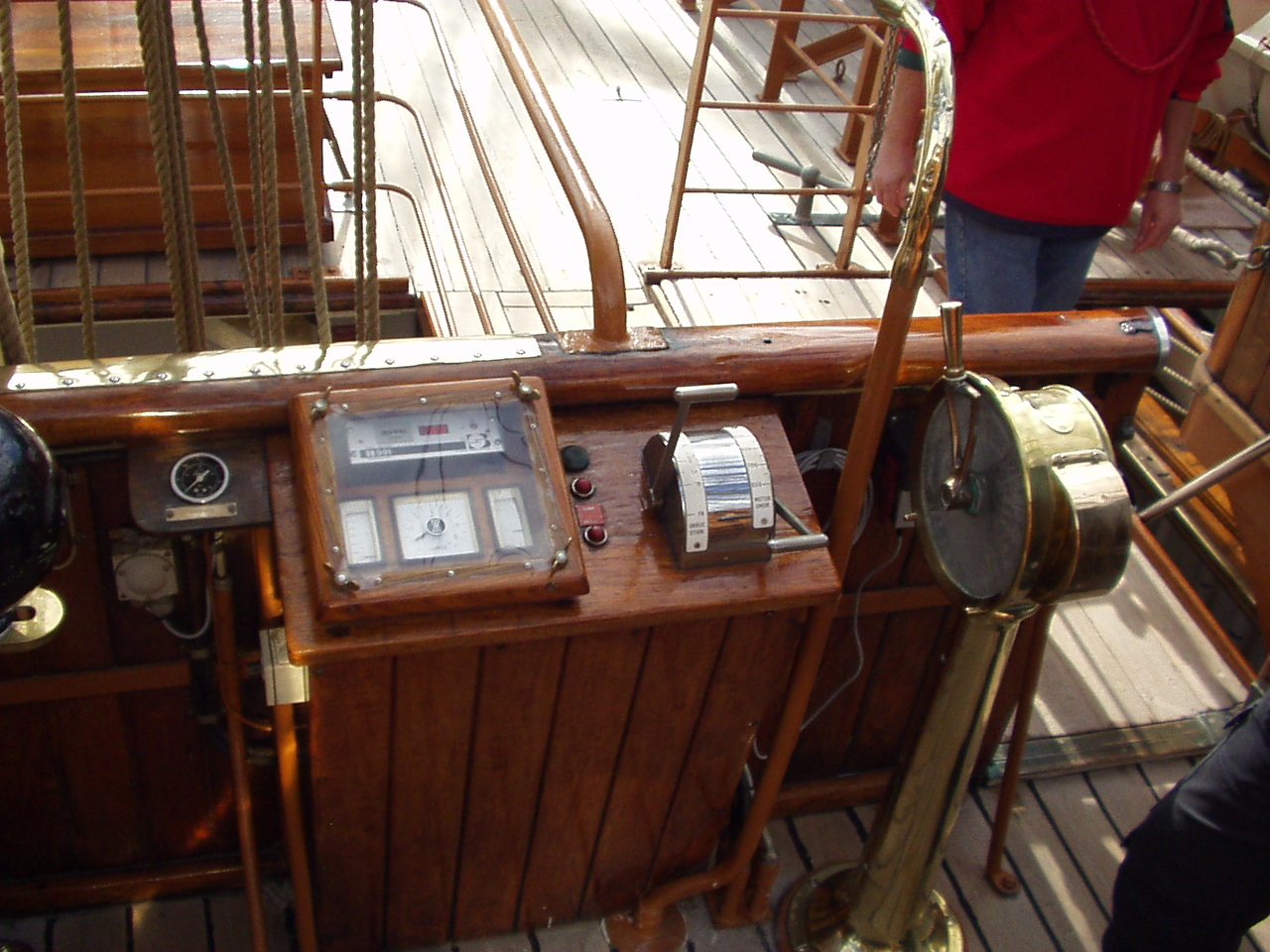
Poste de commandement du Danmark.
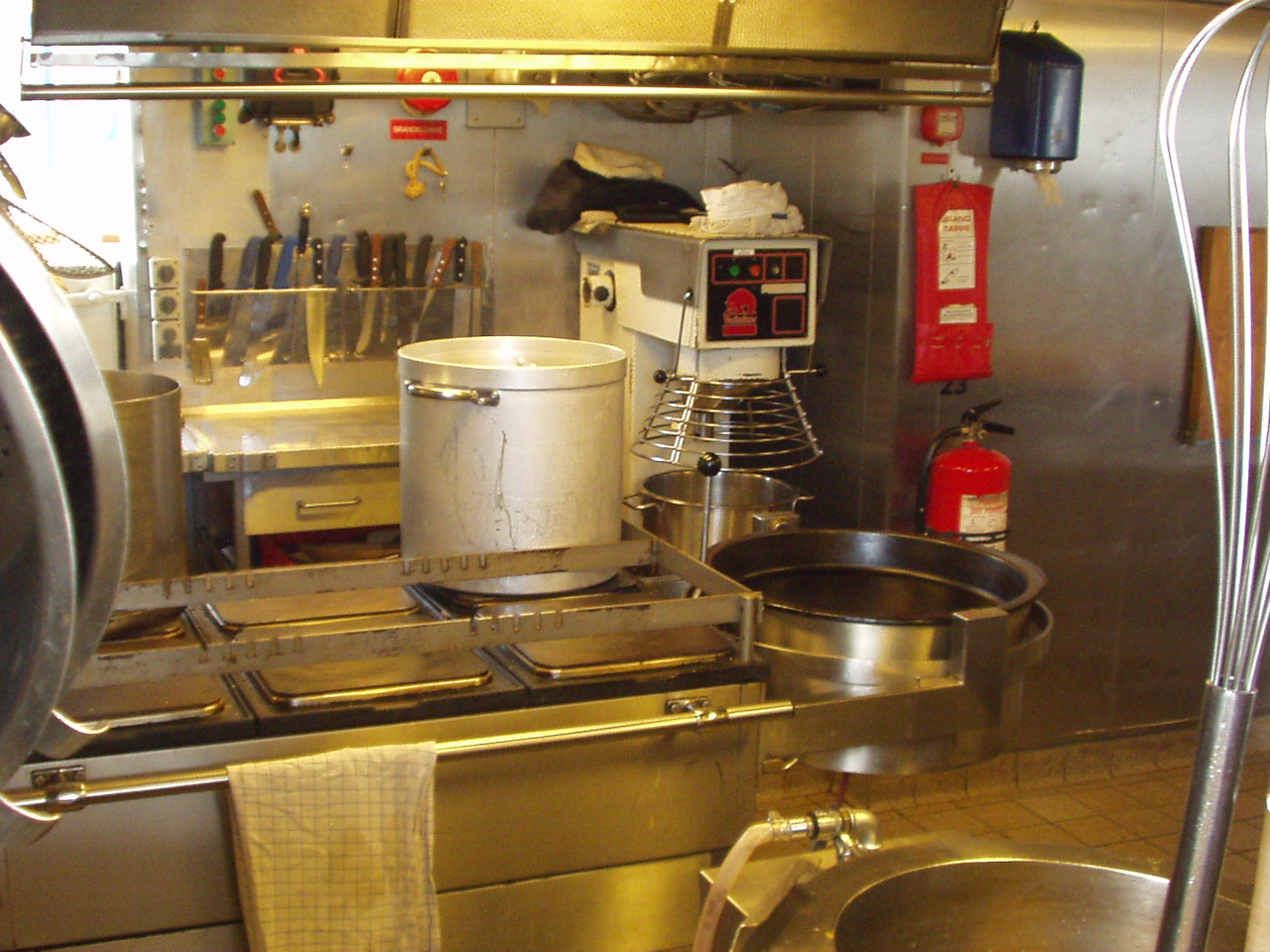
La cuisine.
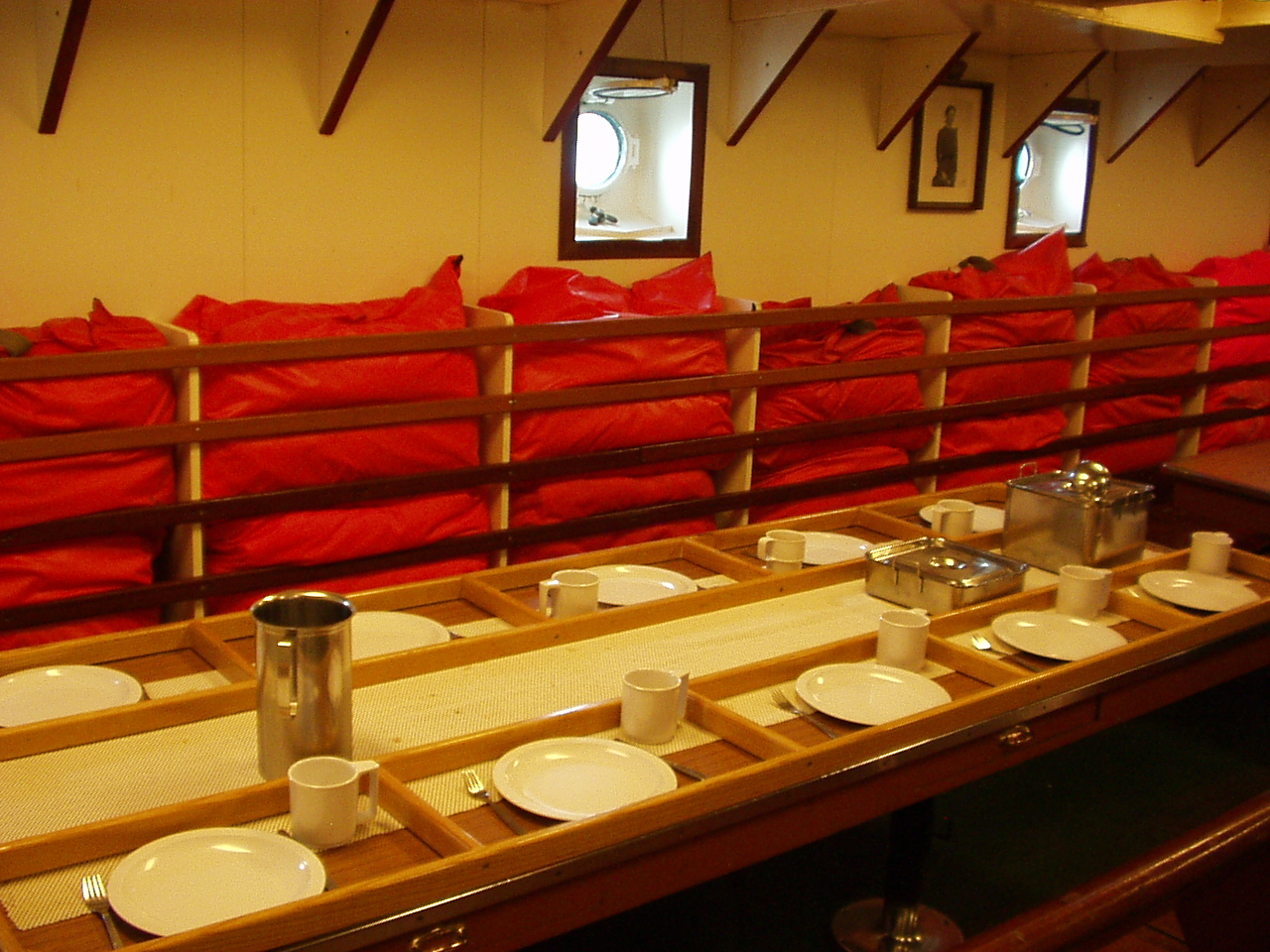
Le carré de l'équipage.